# NGC 7493
NGC 7493 – gwiazda znajdująca się w gwiazdozbiorze Ryb. Jej jasność obserwowana wynosi około 15m. Skatalogował ją Guillaume Bigourdan 28 października 1886 roku jako obiekt typu „mgławicowego”.